# Pörtoms kyrka
Pörtoms kyrka ligger i Närpes i Österbotten och tillhör Närpes församling.

## Historia
Historiskt hörde Pörtom under Kyro socken. Men vägen till Storkyro kyrka eller Laihela kapellkyrka var lång. Dessutom uppstod det språksvårigheter sedan gudtjänstspråket bytte från latin till folkets språk. Befolkningen i Pörtom talade svenska men Kyro-området talade finska. Därför överfördes Pörtom 1555 till Närpes. 
Pörtom blev 1555 ett bönehusgäll under Närpes, men fick kapellrättigheter 1730, och blev en självständig församling 1859.

### Den första kyrkan
När den första kyrkan byggdes i Pörtom är inte fastställt. Uppgifter om att den byggdes 1696 omkullkastas av att det var nödår och att Pörtom redan 1654 skaffat en silverkalk för nattvardsfirandet i sitt kapell. Troligen byggde Pörtomborna sitt kapell för att undvika de kostsamma uppdraget att utvidga moderkyrkan in Närpes. Kapellet 22 alnar (c. 13,2 meter) långt och 12 alnar (c. 7,2 meter) brett. Det hade en dörr för församlingen och en för prästen. Vardera långväggen hade ett fönster och gaveln hade ett. Kyrkan rymde c. 100 personer. Kyrkan härjades svårt under Stora ofreden och redan 1740 var den mycket nersliten.  1775 fattades belsut om att en ny kyrka skulle byggas.

### Den andra kyrkan
Pörtomborna ville bygga sin nya kyrka i sten. Ritningar uppgjordes också för en sådan, men i Stockholm ansågs den bli för dyr och stor för en sådan liten ort. Därför lät kungen omarbeta ritningarna först till en mindre stenkyrka och sedan till en träkyrka. Den nya kyrkan stod färdig 1783. Kyrkan planerades av Johan Elfström, som också planerade kyrkorna i Replot och Solf. Pörtom kyrka är en långkyrka med ett torn i väster och en trekantig korgavel.

## Församlingen
Pörtoms församling ingick tidigare i Närpes kyrkliga samfällighet. Den 1 januari 2014 bildades den nya Närpes församling av de tidigare Närpes, Övermarks och Pörtoms församlingar. Före sammanslagningen hade församlingen 845 medlemmar. Den är sedan 2015 kapellförsamling.

## Inventarier

### Orglar
Kyrkan fick sin första orgel 1866, en åttastämmig orgel, byggd av Anders Thulé Den ersattes 1933 av en orgel från
Riegers orgelbyggeri. Den ersattes i sin tur 1982 med en orgel med 16 stämmor från Kangasala orgelfabrik. En del av stämmorna och orgelfasaden från Thulés orgel användes i Kangasalas orgel. 

### Altartavlor
En äldre altartavla målad av M Fors finns i kyrkomuseet i Pörtom. Den föreställer Kristi uppstigande till himlen.  
Den nuvarande altartavlan är en kopia av Albert Edelfelts Herdarnas tillbedjan i Vasa Trefaldighetskyrka. Kopian har utförts av Toini Kallio 1913.

### Predikstolar
Den tidigare predikstolen finns i Kyrkomuseet.
Den nuvarande predikstolen har snickrats av Natanael Rönnblad.

### Krucifix
Ett senmedeltida krucifix gjort av ekträ finns i sakristian. Det har troligen använts i den gamla kyrka.

### Kyrkklockor
Enligt traditionen skall kyrkan ha haft tre kyrkklockor. En klocka skall ha spruckit första gången den användes och såldes sedan till Bergö församling. De Återstående klockorna är Lillklockan från 1754 och Storklockan från 1850. 

## Allmänt
Kyrkan och omgivningen ingår i Museiverkets förteckning över byggda kulturmiljöer av riksintresse.